# Charles Jenkinson (3e comte de Liverpool)
Charles Cecil Cope Jenkinson, 3e comte de Liverpool (29 mai 1784 - 3 octobre 1851), est un homme politique britannique.

## Biographie
Il est le fils de Charles Jenkinson (1er comte de Liverpool), de sa deuxième épouse Catherine, fille de Cecil Bishopp, 6e baronnet et demi-frère cadet du Premier ministre Robert Jenkinson, 2e comte de Liverpool. Il fait ses études à la Charterhouse School et au Christ Church, Oxford. Pendant les guerres napoléoniennes, il sert notamment dans l'armée autrichienne à la bataille d'Austerlitz en 1805.

## Carrière politique
Il est élu député de Sandwich en 1807, poste qu'il occupe jusqu'en 1812, puis siège pour Bridgnorth de 1812 à 1818 et pour East Grinstead de 1818 à 1828 . Il exerce des fonctions gouvernementales sous le duc de Portland comme sous-secrétaire d’État à l'Intérieur (1807-1809) et sous Spencer Perceval comme sous-secrétaire d'État à la Guerre et des Colonies (1809-1810), mais n'entre pas dans le gouvernement de son frère de 1812 à 1827. Il devient comte de Liverpool en 1828 à la mort de son frère aîné et siège à la Chambre des lords. En 1841, il devient membre du Conseil privé et est nommé Lord-intendant au sein du gouvernement de Robert Peel, poste qu'il occupe jusqu'en 1846.

## Famille
Le 19 juillet 1810, Lord Liverpool épouse Julia Evelyn Medley Shuckburgh-Evelyn, fille de George Shuckburgh-Evelyn, 6e baronnet, et Julia Annabella Evelyn. Le couple a trois filles: 
- Catherine Julia Jenkinson (23 juillet 1811 - 5 décembre 1877).
- Selina Charlotte Jenkinson (3 juillet 1812 - 24 septembre 1883); mariée le 15 août 1833 à William Wentworth-FitzWilliam, vicomte Milton, avec qui elle a un enfant: Mary Selina Charlotte FitzWilliam (9 janvier 1836 - 4 janvier 1899), qui épouse Henry Portman. Le 28 août 1845, Lady Selina se remarie avec George Savile Foljambe, dont elle est la deuxième épouse, avec qui elle a quatre enfants[7]
  - Caroline Frederica Foljambe (décédée le 20 octobre 1895).
  - Elizabeth Anne Foljambe (décédée le 2 janvier 1930).
  - Frances Mary Foljambe (décédée le 25 janvier 1921).
  - Cecil Foljambe (1er comte de Liverpool) (7 novembre 1846 - 23 mars 1907); plus tard, le 1er comte de Liverpool.
- Louisa Harriet Jenkinson (28 mars 1814 - 5 février 1887).

Julia est décédée en avril 1814, peu après la naissance de son plus jeune enfant. Liverpool reste veuf jusqu'à sa mort en octobre 1851, à l'âge de 67 ans. À sa mort, la baronnie de Hawkesbury et le comté de Liverpool s'éteignent. Cependant, le titre de baronnet de Hawkesbury (créé en 1661) est transmis à un cousin. En 1905, le comté est recréé en faveur du petit-fils de Liverpool, l'homme politique libéral Cecil Foljambe, fils de la deuxième fille de Liverpool, Lady Selina Charlotte, et de son mari, George Savile Foljambe.